# Кьеза, Николас
Ни́колас Кье́за (дат. Nicolas Kiesa, 3 марта 1978, Копенгаген) — датский автогонщик, участник чемпионата мира по автогонкам в классе Формула-1.

## Биография
В 1990 году выиграл чемпионат Дании по картингу среди юниоров, в последующие годы выиграл ещё несколько картинговых чемпионатов. В 1998-1999 годах участвовал в британской Формуле-Форд, с 2000 года соревновался в британской и германской Формуле-3 Формуле-3. В 2002 году перешёл в Формулу-3000. В 2003 году провёл пять гонок в чемпионате мира Формулы-1 в команде Minardi, финишировал во всех гонках, однако ни разу не оказался на финише выше 11 места и менее чем в двух кругах отставания от победителя. В 2005 году был тест-пилотом команды Jordan, позже участвовал в различных кузовных гонках, стартовал в Ле-Мане и серии ДТМ.

## Результаты гонок в Формуле-1
| Легенда к таблице |                                                                    |
| --- | ------------------------------------------------------------------ |
| В таблице перечислены результаты всех Гран-при Формулы-1, в которых принимал участие гонщик. Строками таблицы являются сезоны, столбцами — этапы чемпионата мира. В каждой клетке указаны сокращённое название этапа и результат, дополнительно обозначенный цветом. Расшифровка обозначений и цветов представлена в нижеследующей таблице. |                                                                    |
| \| Пример \| Описание \| \| ------------ \| ------------------------------------------------------------------ \| \| 1 \| Победитель \| \| 2 \| Второе место \| \| 3 \| Третье место \| \| 5 \| Финишировал, заработав очки \| \| Сход \| Не финишировал, но при этом заработал очки \| \| 12 \| Финишировал, не получив очков \| \| НКЛ \| Финишировал, но не попал в финальную классификацию \| \| 15 \| Участвовал вне зачёта, либо по отдельной классификации \| \| 18 \| Не финишировал, но попал в финальную классификацию \| \| Сход \| Не финишировал \| \| НКВ \| Не прошёл квалификацию \| \| НПКВ \| Не прошёл предквалификацию \| \| ДСК \| Дисквалифицирован \| \| ИСК \| Исключён из протокола соревнований \| \| ТТ \| Заявлен для участия только в тренировках \| \| НС \| Участвовал в квалификации, но не стартовал в гонке \| \| Т \| Травмирован или болен \| \| ОТК \| Отказ от участия \| \| НТР \| Прибыл на соревнования, но на трассу не выезжал \| \| НПР \| Был заявлен в числе участников, но не прибыл к началу соревнований \| \| О \| Соревнования отменены \| \| \| Не участвовал \| \| Поул-позиция \| \| \| Быстрый круг \| \| |                                                                    |
| Пример | Описание                                                           |
| 1 | Победитель                                                         |
| 2 | Второе место                                                       |
| 3 | Третье место                                                       |
| 5 | Финишировал, заработав очки                                        |
| Сход | Не финишировал, но при этом заработал очки                         |
| 12 | Финишировал, не получив очков                                      |
| НКЛ | Финишировал, но не попал в финальную классификацию                 |
| 15 | Участвовал вне зачёта, либо по отдельной классификации             |
| 18 | Не финишировал, но попал в финальную классификацию                 |
| Сход | Не финишировал                                                     |
| НКВ | Не прошёл квалификацию                                             |
| НПКВ | Не прошёл предквалификацию                                         |
| ДСК | Дисквалифицирован                                                  |
| ИСК | Исключён из протокола соревнований                                 |
| ТТ | Заявлен для участия только в тренировках                           |
| НС | Участвовал в квалификации, но не стартовал в гонке                 |
| Т | Травмирован или болен                                              |
| ОТК | Отказ от участия                                                   |
| НТР | Прибыл на соревнования, но на трассу не выезжал                    |
| НПР | Был заявлен в числе участников, но не прибыл к началу соревнований |
| О | Соревнования отменены                                              |
| | Не участвовал                                                      |
| Поул-позиция |                                                                    |
| Быстрый круг |                                                                    |

| Сезон | Команда | Шасси        | Двигатель | Ш | 1   | 2   | 3   | 4   | 5   | 6   | 7   | 8   | 9   | 10  | 11  | 12       | 13       | 14       | 15       | 16       | 17       | 18  | 19       | Место | Очки |
| ----- | ------- | ------------ | --------- | - | --- | --- | --- | --- | --- | --- | --- | --- | --- | --- | --- | -------- | -------- | -------- | -------- | -------- | -------- | --- | -------- | ----- | ---- |
| 2003  | Minardi | Minardi PS03 | Cosworth  | B | АВС | МАЛ | БРА | САН | ИСП | АВТ | МОН | КАН | ЕВР | ФРА | ВЕЛ | ГЕР 12   | ВЕН 13   | ИТА 12   | США 11   | ЯПО 16   |          |     |          | 23    | 0    |
| 2005  | Джордан | Jordan EJ15  | Toyota    | M | АВС | МАЛ | БАХ | САН | ИСП | МОН | ЕВР | КАН | США | ФРА | ВЕЛ | ГЕР тест | ВЕН тест | ТУР тест | ИТА тест | БЕЛ тест |          |     |          | —     | 0    |
| 2005  | Джордан | Jordan EJ15B | Toyota    | M |     |     |     |     |     |     |     |     |     |     |     |          |          |          |          |          | БРА тест | ЯПО | КИТ тест | —     | 0    |